# Campanario sueco de Gustavia
El Campanario sueco de Gustavia (en francés: Clocher suédois de Gustavia) data de 1800 y está situado cerca de la subprefectura, en la calle Lubin Prin, en la ciudad de Gustavia capital de la isla de  San Bartolomé. La campana "Sofía Magdalena", llamada así en honor de la Reina de Suecia Sofía Magdalena de Dinamarca, y fue realizada en 1799 en Estocolmo.
El campanario fue construido para reemplazar el viejo campanario de la iglesia protestante Sophia Magdalena (esta iglesia, nombrada así en honor de la Reina de Suecia, fue uno de los primeros proyectos llevados a cabo por los colonos suecos. Inaugurada el 22 de julio de 1787, sirvió como un lugar de culto para los luteranos, anglicanos, católicos y metodistas. Quedó muy dañada por el ciclón del 2 de agosto de 1837 y fue arrasada en 1857).
La campana se utiliza para llamar a los fieles a los servicios religiosos. También suena a las 6 a. m. y a las 8 p. m. lo que resulta un aviso regular para la población. Durante su restauración en 1931, la torre campanario fue equipada con un reloj que esta frente a la ciudad.
Esta torre fue incluida en un registro como monumento histórico desde el 1 de agosto de 1995.